# Ann C. Crispin
Ann Carol Crispin (Stamford, 5 april 1950 – 6 september 2013) was een Amerikaans sciencefictionschrijfster, bekend van drieëntwintig gepubliceerde werken. Ze is onder andere de auteur van diverse Star Trek boeken en haar eigen serie Starbridge. Crispin was getrouwd met sciencefictionschrijver Michael Capobianco. 

## Sciencefiction
Twee van haar Star Trekverhalen, Yesterday's Son en Time for Yesterday, zijn directe sequels tot de derde seizoen episode All Our Yesterdays, dat verhaalt over Spocks en Zarabeths zoon. 
Haar meest bekende werk voor Star Wars is de Han Solo Trilogy, dat de avonturen van Han Solo beschrijft voor de gebeurtenissen in Star Wars Episode IV: A New Hope.

## Recent
In april 2010 beëindigde Crispin een drie jaar durend project met Disney, dat bestond uit het creëren van een 'backstory' en prequel tot de Pirates of the Caribbean-films. Het resulterende boek is getiteld Pirates of the Caribbean: The Price of Freedom en zal worden uitgegeven op 17 mei 2011, drie dagen voor het verschijnen van Pirates of the Caribbean: On Stranger Tides in de bioscoop.
Via de website van Star Trek neemt ze op 3 september 2013 afscheid van haar fans:"I want to thank you all for your good wishes and prayers. I fear my condition is deteriorating. I am doing the best I can to be positive but I probably don't have an awful lot of time left. I want you all to know that I am receiving excellent care and am surrounded by family and friends."   Drie dagen later sterft ze aan kanker. [dode link]

### The Han Solo Trilogy
- 1997 - The Paradise Snare
- 1997 - The Hutt Gambit
- 1997 - Rebel Dawn

### Star Wars korte verhalen
- 1995 - Play It Again, Figrin D'an
- 1996 - Skin Deep

### Starbridge serie
- 1989 - Sarbridge
- 1990 - Silent Dances
- 1991 - Shadow World
- 1992 - Serpent's Gift
- 1994 - Silent Songs
- 1996 - Ancestor's World
- 1998 - Voices of Chaos

### Star Trek
- 1983 - Yesterday's Son
- 1988 - Time for Yesterday
- 1990 - The Eyes of the Beholders
- 1994 - Sarek
- 2001 - Star Trek: Enter the Wolves
- 2004 - Sand and Stars: Signature Edition

### Witch World
- 1984 - Gryphon's Eyrie (met Andre Norton)
- 1992 - Songsmith (met Andre Norton)

### V
- 1984 - V
- 1984 - V: East Coast Crisis
- 1984 - V: Death Tide

### The Exiles of Boq'urain
- 2005 - Storms of Destiny

### Miscellaneous
- 1985 - Sylvester
- 1997 - Alien: Resurrection (met Kathleen O'Malley)